# Anyphops namaquensis
Espèce
Synonymes
- Selenops namaquensis Lawrence, 1940

Anyphops namaquensis est une espèce d'araignées aranéomorphes de la famille des Selenopidae.

## Distribution
Cette espèce est endémique d'Afrique du Sud. Elle se rencontre au Cap-du-Nord et au Cap-Occidental.

## Description
Le mâle syntype mesure 9,2 mm et la femelle 11 mm.

## Systématique et taxinomie
Cette espèce a été décrite sous le protonyme Selenops namaquensis par Lawrence en 1940. Elle est placée dans le genre Anyphops par Benoit en 1968.

## Étymologie
Son nom d'espèce, composé de namaqu[aland] et du suffixe latin -ensis, « qui vit dans, qui habite », lui a été donné en référence au lieu de sa découverte, le Little Namaqualand.

## Publication originale
- Lawrence, 1940 : « The genus Selenops (Araneae) in South Africa. » Annals of the South African Museum, vol. 32, p. 555-608 (texte intégral).